# Al-Khader
Al-Khader (in arabo الخضر) è una città palestinese del Governatorato di Betlemme nella parte sud della West Bank. Si trova a 5 km ad ovest di Betlemme. Secondo il Palestinian Central Bureau of Statistics, la città aveva 9.774 abitanti nel 2007.

## Storia
Al-Khader in origine era abitata dagli abitanti di Canaan. Nel 1953 sono state scoperte cinque punte di frecce con iscrizioni cananee ad Al-Khader. La traduzione più appropriata è "dardo di Abd Labi't".
Al-Khader prende il nome da San Giorgio che nella cultura araba viene chiamato al-Khidr. Secondo la tradizione locale San Giorgio è stato imprigionato ad al-Khader dove si trova il monastero.
Da quando è iniziata la costruzione del muro in Cisgiordania da parte di Israele, diversi ettari di terreno sono stati separati dal villaggio, con gli abitati impossibilitati ad accedervi senza preventiva autorizzazione.
Nel 2006, 50 abitanti del villaggio hanno protestato contro la barriera, riempiendo dei sacchi con delle uova e vendendole intorno alla barriera. I soldati e la polizia israeliani hanno provato a reprimere la manifestazione, causando diversi feriti e due arresti.

## Monumenti e luoghi d'interesse

### Siti religiosi
Ad al-Khader si trovano il monastero cristiano ortodosso di San Giorgio e le piscine di Salomone che sono le sue principali attrazioni turistiche. I palestinesi cristiani provenienti da Betlemme, Beit Sahoul e Beit Jala ed i musulmani di al-Khader si ritrovano al Monastero per festeggiare la festa di San Giorgio ai primi di maggio.
Le piscine di Salomone, chiamate così dopo Solimano il Magnifico, decimo sultano dell'Impero ottomano, sono state costruite dai Romani sotto Erode il Grande per fornire l'acqua all'acquedotto per Betlemme e Gerusalemme che termina sotto la Moschea al-Aqsa. Le piscine sono accessibili soltanto ai palestinesi. La più antica Moschea di Al-Khader è la Moschea Al-Hamadiyya. Nel 2007 è stata data alle fiamme da coloni israeliani. La Moschea ha circa 700 anni ed è stata restaurata dal Ministero del Turismo dell'Autorità Nazionale Palestinese.

## Società

### Evoluzione demografica
Nel censimento del 1922 sotto il mandato britannico, al-Khader aveva una popolazione di 697 abitanti, che è arrivata a 913 nel 1931. In un sondaggio di Sami Hadawi nel 1945, la città aveva 1.130 abitanti ed una superficie totale di 20.100 dunam. Faceva inoltre parte del distretto di Gerusalemme.
La Chiesa ortodossa possedeva diverse centinaia di dunam costituite da vigneti, oliveti e seminativi. Le terre gli erano state concesse ai tempi del Califfato Rashidun, quando Umar conquistò la Palestina nel 600. La maggior parte della terra veniva gestita da agricoltori musulmani poiché non c'erano cristiani nella città, eccetto un monaco nel Monastero di San Giorgio.
Nel 1997, il PCBS ha registrato una popolazione di 6.802 persone, di cui 3.606 maschi e 3.196 femmine. A differenza di molte altre città palestinesi, i rifugiati ed i loro familiari non sono molti ad Al-Khader. Nel 1997, soltanto il 5,2% degli abitanti della città erano registrati come rifugiati.
In un censimento del 2007 del PCBS, gli abitanti di Al-Khader erano 9.774.

### Tradizione e folclore

#### Festival culturali
Al-Khader è anche molto conosciuta per le sue pesche, uva e mele. Ogni anno a settembre ospita l'annuale festa dell'uva. Il festival è gestito dal Comune di Al-Khader per promuovere uno dei principali prodotti agricoli del posto, l'uva. Tra le altre mostre del festival, si segnalano, una sul ricamo e sul lavoro a maglia, una mostra sul patrimonio dei mulini, macine e strumenti di raccolta ed una mostra sui prodotti all'uva fatti in casa, come il dibs (melassa ottenuta dall'uva). Lo stadio ha una capacità di 6.000 spettatori.

## Amministrazione

### Governo
Al-Khader è governata da un consiglio municipale di 13 membri, incluso il sindaco. Nelle elezioni municipali del 2005, la lista della Riforma affiliata ad Hamas ha ottenuto la maggioranza con cinque seggi, mentre la lista affiliata a Fatah (Falasteen al Ghad) ha conquistato quattro seggi.
Due liste indipendenti - Al-Aqsa ed Abnaa al-Balad - hanno ottenuto due seggi ciascuna.